# Emma Tuahepa Kamapoha
Emma Touny Waundjua Tuahepa Kamapoha, auch Tuahepa-Kamapoha (* 11. Dezember 1974 im Caprivizipfel in Südwestafrika), ist eine namibische HIV/AIDS-Aktivistin.
Im Jahr 1996 war Tuahepa die erste namibische Frau, die sich öffentlich als HIV-positiv zu erkennen gab. Sie wurde zu einer profilierten Aktivistin für die Aufklärung über HIV/AIDS und war mehrere Jahre die nationale Koordinatorin von Lironga Eparu, der nationalen Vereinigung für Menschen, die mit HIV/AIDS leben.

## Leben
Emma Tuahepa stammt aus dem hohen Nordosten Namibias. Sie besuchte die Schule in Omaruru in der Erongo-Region, die sie 1995 nach der 12. Klasse abschloss. Ab 1996 studierte sie am Windhoek College of Education auf Lehramt und machte 1998 ihr Lehrdiplom. Danach unterrichtete sie kurzzeitig an der Grundschule in Windhoek-Okuryangava.
Im ersten Studienjahr hatte sich Kamapoha bei ihrem damaligen Freund mit HIV infiziert. Als sie 1996 ihre Diagnose öffentlich machte, sagte sie:

„I stand here as a living symbol of the reality of HIV in Namibia. But look at
me again, I am healthy and normal. ...after all, there is hope after an HIV diagnosis.“

„Ich stehe hier als lebendes Symbol für die Realität von HIV in Namibia. Aber sehen Sie mich nochmals an, ich bin gesund und normal. ...es gibt am Ende doch Hoffnung nach einer HIV-Diagnose.“

Die namibische Filmemacherin Bridget Pickering drehte 1996 den 25-minütigen Dokumentarfilm Emma’s Story (1996) über Tuahepa und ihr Leben mit der HIV-Infektion. In dem Film interviewt Pickering Tuahepa selbst sowie enge Verwandte und Freunde Emmas, die über ihre Erfahrungen mit ihr seit ihrer Kindheit und seit ihrer Diagnose berichten. Der Film wurde im Februar 1998 im namibischen Fernsehen ausgestrahlt. Im Rahmen einer nationalen Kampagne zur Förderung des öffentlichen Bewusstseins über die Gefahren von HIV/AIDS wurden Videokopien des Dokumentarfilms in den ländlichen und städtischen Gebieten Namibias verteilt.
1999 gründeten auf Initiative von Tuahepa und dem ebenfalls HIV-Infizierten David Lush Menschen, die mit HIV lebten, die National Association of PLWHIV (People living with HIV - PLWHIV). Sie bauten eine Selbsthilfegruppe in Windhoek auf. Bei den Gruppentreffen entwickelten sie die Idee eines nationalen Programms zu HIV. Sie konnten die damalige Gesundheitsministerin Libertina Amathila für die Idee gewinnen.
Schließlich gründeten sie im Jahr 2001 die Selbsthilfegruppe für HIV-Infizierte Lironga Eparu (Lernen zu überleben in Kwangali), die sich auch in der Interessenvertretung, Sensibilisierung und Politikentwicklung engagiert. 2003 wurde Tuahepa nationale Koordinatorin der Organisation. Schon nach wenigen Jahren hatte die Organisation über 2500 Mitglieder. 2006 war sie das bekannteste Gesicht der HIV/AIDS-Aufklärung in Namibia.
2003 wollten Tuahepa und ihr langjähriger Partner, der HIV-negativ war, heiraten. Die Heirat kam wegen des Widerstands der Eltern ihres Partners nicht zustande. Das Paar hatte geplant, mittels künstlicher Befruchtung ein Baby zu bekommen. Anders als in Namibia stand diese medizinische Technik in Südafrika zur Verfügung. Nach der Trennung entschloss Tuahepa sich dazu, trotzdem auf diesem Weg ein Baby zu bekommen. Sie nahm unbezahlten Urlaub und ging für ein Jahr nach Südafrika, wo sie 2003 eine Tochter bekam.
Ab 2007 wurde Lironga Eparu wegen der hohen Gehälter für ihr Führungspersonal kritisiert. 2008 wurde ein neuer Vorstand installiert. Tuahepa kehrte als einzige der alten Führungsriege nach einem öffentlichen Bewerbungsverfahren zurück. 2010 stellten das Gesundheitsministerium und der Global Fund for HIV-AIDS, Tuberculosis and Malaria ihre Förderung ein. Zu diesem Zeitpunkt erhielten 45.000 Menschen Förderungen durch Lironga Eparu. Zuvor hatte der Finanzverantwortliche der Organisation Geld unterschlagen. Das Gesundheitsministerium hatte daraufhin Änderungen bei der Führung der Organisation gefordert, was Lironga Eparu nicht umgesetzt hatte. Die Organisation sprach von einer persönlichen Fehde des Ministeriums gegen Tuahepa.